# Wittman Tibor
Wittman Tibor (Jászberény, 1923. január 15. – Szeged, 1972. július 31.) történész, egyetemi tanár, a történelemtudományok doktora (1962). Fia Wittmann Tibor, a SZTE Orvostudományi Karának egyetemi tanára, orvosprofesszor.
Kutatásai hatalmas területet foglaltak magukban: Magyar reformkor (19. század első fele). 17. századi Habsburg-ellenes harcok. A harmincéves háború. A németalföldi forradalom (16. sz.) és Németalföld aranykora. A feudalizmusból a kapitalizmusba való átmenet gazdasági kérdései az un. "árforradalom" kapcsán. A 16-17. század államelméletre vonatkozó kérdések. A spanyol abszolutizmus és a spanyol gyarmati uralom hanyatlásának gazdasági kérdései az Audencia Charcas területén. A teljes Latin-Amerika története.

## Életpályája
1946-ban a budapesti egyetemen az Eötvös Kollégium tagjaként történelem–latin szakos tanári diplomát szerzett. Pécsett és Budapesten a tanárképző főiskolán, majd 1957–1958-ban a Kossuth Lajos Tudományegyetemen tanított (ma Debreceni Egyetem). 1959-től a szegedi egyetemen oktatott, ahol a középkori egyetemes történeti tanszéken tanszékvezető docens, majd 1961-től haláláig tanszékvezető egyetemi tanár. A kandidátusi fokozatot 1955-ben, a történettudományok doktora (DSc) fokozatot 1962-ben érte el. Az 1963/64-es tanévben dékánhelyettesi megbízást is vállalt, 1964–1967 között pedig ő töltötte be az oktatási rektorhelyettesi tisztséget. 1967-ben megalapította a Latin-Amerika történetével foglalkozó tanszéket.
Nagy érdeme a Latin-Amerika Története Tanszék megalapítása, amely 1993 óta Hispanisztika Tanszék néven működik a SZTE Bölcsészettudományi Karán, s továbbra is intenzíven foglalkozik Latin-Amerika történetével, de egyben Spanyolország történelmével is.
Egyik legfőbb kutatási területe a Habsburg-ellenes erdélyi függetlenségi harcok nemzetközi összefüggéseinek vizsgálata mellett a nyugat-európai történelem, de egyre több időt szentelt az ún. „harmadik világ”, azon belül is Latin-Amerika és Kuba történetének. Kivált a középkorban, de elmaradottabb területeken később is az irodalmi alkotások sem elhanyagolható történelmi forrásokat jelenthetnek, szinte természetes, hogy a történész Wittman a régi magyar irodalom területén is adott közre kutatási eredményeket.
Számos tanulmányutat tett. Rövidebb ideig tartó meghívásoknak tett eleget Csehszlovákiában (1955), Belgiumban (1957), Franciaországban (1963), Bolíviában (1966, 1968). Meghívták Chile, Peru, NDK, Spanyolország, Anglia, Szovjetunió (1957, 3 hónap), a Vietnámi Demokratikus Köztársaság (1963, 3 hónap) és Kuba (1964, 3 hónap) tudósai is.
Példás családi életet élt, korán ragadta el a halál, a szegedi Belvárosi temetőben nyugszik.

## Művei (válogatás)

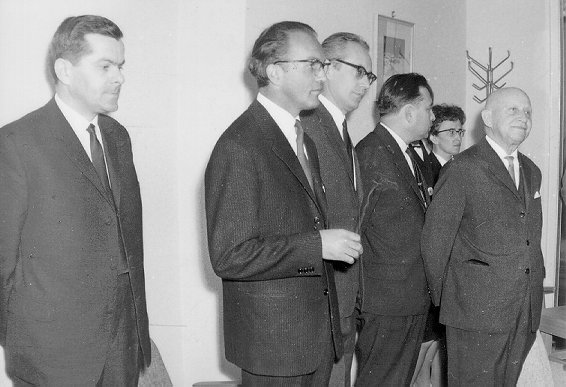
Wittman Tibor a képen balról a második, mint a JATE oktatási rektorhelyettese vett részt a Móra Kollégium avatásán 1966-ban

- A centralisták és a magyar középosztály megteremtésének gondolata. (Bölcsészdoktori disszertáció). Budapest, 1946
- Történelem szakdidaktika; VKM, Bp., 1950 (Pedagógiai főiskolák jegyzetei)
- Történelmünk haladó hagyományai (1604–1918). (Budapest, 1951) 88 p.
- Bethlen Gábor (Budapest, 1952) 154 p.
- A nemzeti monarchia megteremtéséért vívott harc a cseh-magyar szövetség keretében a terjeszkedő Habsburg uralom ellen: 1619–1620. Kandidátusi értekezés. 1954. 207 p.
- I. Rákóczi György birtokainak gazdasági iratai. 1631–1648; sajtó alá rend., bev. Makkai László, szerk. Wittman Tibor; Akadémiai, Bp., 1954
- Az "árforradalom" és a világpiaci kapcsolatok kezdeti mozzanatai (1566–1618). Budapest, (1957) 71 p.
- Egyetemes történet 1566–1648; Szegedi Tudományegyetem, Szeged, 1959
- * A "koldusok" uralma Flandriában (1577–1585) (Akadémiai doktori értekezés, 1960)
- Függetlenségi harcok az erdélyi fejedelmek vezetésével; Központi Pedagógus Továbbképző Intézet, Bp., 1961 (Történelemtanároknak)
- Magyarország története. 2. köt. 1526–1790. Társszerzőkkel. Budapest, (1962). 662 p. 32 t.
- Németalföld aranykora. (Budapest, 1965). 345 p.
- II. Fülöp (Budapest, 1967)
- Egyetemes történet. 1500–1789; Tankönyvkiadó, Bp., 1968
- Les gueux dans les "bonnes villes" de Flandre (1577–1584). Budapest, (1969). 422 p.
- Latin-Amerika története (Budapest, 1971)
- Das Goldene Zeitalter der Niederlande (Németalföld aranykora); németre ford. Irene Kolbe; Corvina, Bp., 1975
- Estudios historicos sobre Bolivia (La Paz, 1975)
- Estudios económicos de Hispanoamerica Colonial (Budapest, 1979)
- Historia de América Latina (Latin-Amerika története); spanyolra ford. José Ignacio López Soria, előszó Anderle Ádám; Corvina, Bp., 1980

## Társasági tagság
- Magyar Történelmi Társulat (1948–1972)
- Bachten van Kupe (Belgium), (1960–1972)

## Díjak, elismerések
- Az oktatásügy kiváló dolgozója, 1956
- Tomás Frias Autonóm Egyetem (Bolívia) díszdoktora, 1966